# Metalimnobia (Metalimnobia) zetterstedti
Metalimnobia (Metalimnobia) zetterstedti is een tweevleugelige uit de familie steltmuggen (Limoniidae). De soort komt voor in het Palearctisch gebied.